# B.I
Кім Ханбін (кор. 김한빈; англ. Kim Han-bin, нар. 22 жовтня 1996), знаніший як B.I (кор. 비아이) — південнокорейський репер, співак, автор пісень і продюсер, колишній учасник гурту IKON.
У 2014 році був одним з учасників на шоу Show Me the Money 3. 2015 року дебютував як лідер південнокорейського бой-бенду iKON під агенцією YG Entertainment. Саме йому приписують продюсування й написання всіх пісень гурту.
Після того, як Ханбін покинув гурт у 2019 році, він був призначений виконавчим директором компанії IOK в 2020 році. Згодом дебютував як сольний виконавець, випустивши власний благодійний сингл-альбом Midnight Blue (Love Streaming) та повноформатний альбом Waterfall. 11 листопада 2021 року випустив першу частину другого альбому Cosmos.

## Ранні роки
Кім Ханбін народився 22 жовтня 1996 року в провінції Кьонгі в Південній Кореї. 2009 року вперше взяв участь у просуванні синглу «Indian Boy» виконавця MC Mong. Також з'являвся у відеокліпі на цю пісню та зіграв епізодичну роль в іншому кліпі MC Mong «Horror Show». 2011 року приєднався до YG Entertainment як трейні.

## Кар'єра

### 2013—2014: діяльність перед дебютом
Після двох років діяльності трейні, B.I взяв участь у шоу на виживання WIN: Who Is Next на каналі Mnet. Потім продовжив стажування в компанії YG Entertainment. 14 травня 2014 року було виявлено, що Ханбін та його друг-трейні Боббі — потім учасник iKON — змагатимуться в шоу Show Me the Money 3 на каналі Mnet. Під час показу шоу B.I випустив цифровий сингл «Be I», який він написав і продюсував спільно з Choice37. Трек став першим синглом із шоу, який потрапив у топ-чарти. На той час Ханбіну було лише 17 років.
У жовтні 2014 року B.I знявся у кліпа Epik High «Born Hater» разом із Бінзіно, Verbal Jint, Боббі та учасником гурту Winner Міно. Вони виступали разом у 2014 році на Mnet Asian Music Awards.

### 2015—2019: кар'єра в гурті iKON та сольна діяльність
У вересні 2015 року гурт випустив сингл «My Type», за яким вийшли наступні: «Rhythm Ta» і «Airplane». У грудні 2015 року, B.I та Чжінхван приєдналися до акторського складу серіалу Mari and I, який випустила компанія JTBC. У червні 2017 року, Ханбін разом із Боббі працювали над створенням треку «Bomb» виконавця PSY. Також він брав участь у створенні дебютного альбому Синні — The Great Seungri над треком «Mollado». У грудні 2018 року здобув нагороду як «Кращий автор пісень» на музичній премії Melon Music Awards за сингл «Love Scenario» з альбому iKON Return. Також Ханбін у 2019 році був відібраний для участі в розважальному шоу Grand Buda-guest. Брав участь у створенні синглу «No One» співачки Лі Хай та був співпродюсером треку «1, 2» в мініальбомі 24 °C.

### 2020–дотепер: Продовження сольної діяльності

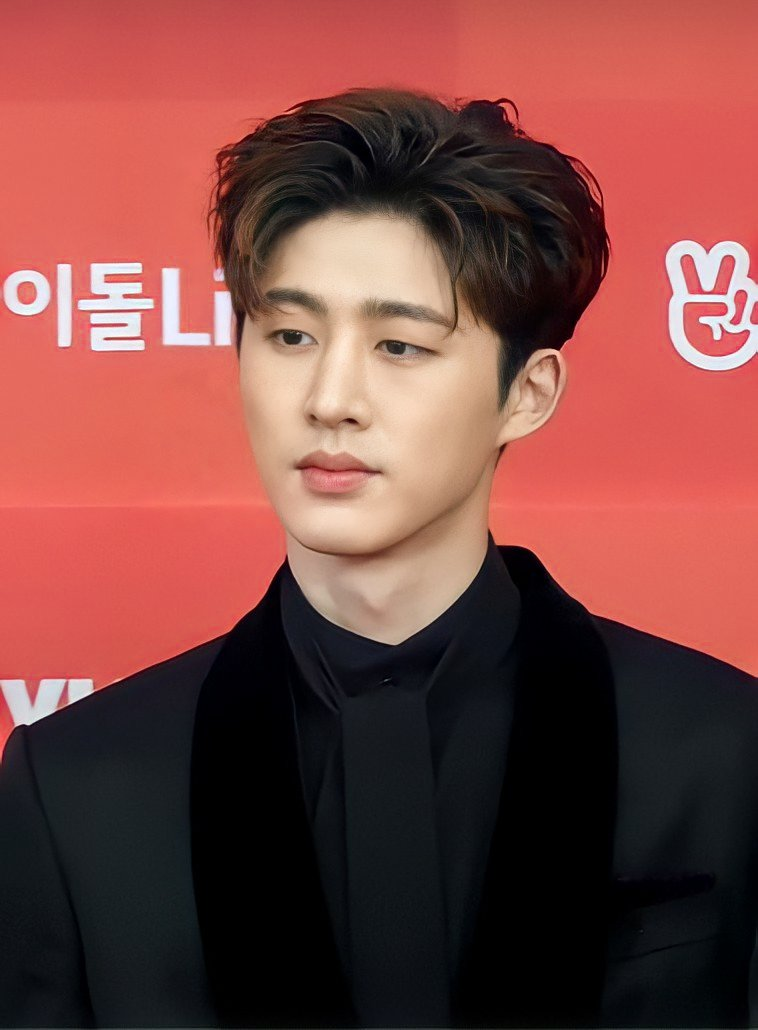
B.I на червоній доріжці на церемонії Golden Disc Awards у 2019 році.

Попри те, що Ханбін залишив гурт і агенцію в червні 2019 року, він написав 4 з 5 пісень до мініальбому I Decide, включаючи титульний трек «Dive», що вийшов на YG Entertainment лютого 2020 року.
28 вересня 2020 року, B.I назначили виконавчим директором IOK Company. У січні 2021 року виявилося, що він з'явиться в десятому студійному альбомі Epik High — Epik High Is Here 上 (Part 1) в пісні «Acceptance Speech», яка вийшла 18 січня 2021 року разом з іншими піснями.
19 березня 2021 року B.I випустив благодійний сингл-альбом Midnight Blue (Love Streaming). Його дебютний альбом містить у собі 3 власно написані й складені пісні. Того дня також вийшло анімаційне відео на сингл «Midnight Blue» Усі треки раніше вийшли як демо-версії на стримінговій платформі SoundCloud між 2020 та 2021 роком.
7 травня 2021 року 131 Label оголосили, що B.I виступатиме як сольний виконавець. До його першого повномасштабного студійного альбому Waterfall, що вийшов 1 червня 2021 року, входить сингл «Got It Like That» за участі з Destiny Rogers та Tyla Yaweh, що вийшов 14 травня 2021 року. Музичний кліп «Illa Illa» також вийшов разом з альбомом. Відео набрало 12.7 мільйонів переглядів на YouTube за перші 24 години після релізу, побивши рекорд за кількістю переглядів музичного кліпу сольного K-pop-виконавця.
25 серпня 2021 року було оголошено, що Ханбін братиме участь над піснею «Savior» в альбомі співачки Лі Хай 4 Only. Музичне відео вийшло 3 вересня 2021 року.
1 жовтня 2021 року B.I випустив сингл «Lost At Sea (Illa Illa 2)» — інтерпретацію «Illa Illa» за участі Bipolar Sunshine та Afgan.
11 жовтня 2021 року B.I випустив першу частину другого студійного альбому Cosmos. 25 листопада 2021 року з'явився на каналі TV5 у розважальному філіппінському шоу Lunch Out Loud. У січні 2022 року Ханбін став першим K-pop-виконавцем, який взяв участь у серії виступів, що були організовані Національною академією мистецтва й науки звукозапису для залучення артистів з усього світу. Він виконав пісню «Nineteen» з альбому Cosmos.
У травні 2022 року B.I анонсував власний альбомний проєкт Love or Loved попередньо випустивши сингл «BTBT» за участі Soulja Boy та DeVita. 27 червня Ханбін випустив сингл «Lullaby» з Chuu в колаборації з Dingo Music.

## Меценатство
З 2016 року B.I анонімно робив пожертви до Seungil Hope Foundation — некомерційної організації, метою якої є розповсюдження інформації про бічний аміотрофічний склероз. 2018 року фонд повідомив, що пожертви співака складають 30 мільйонів вон. 2019 року Ханбін пожертвував 10 мільйонів вон до Hope Bridge National Disaster Relief Association для підтримки жертв, які постраждали від лісових пожеж у Сокхчо, провінція Канвон. 10 червня 2019 року B.I разом з учасниками розважального шоу Grand Buda-Guest пожертвували 2 тонни собачого корму вартістю 30 мільйонів вон до собачого притулку в провінції Кьонгі для бездомних собак. 2020 року пожертвував близько 100 000 масок для обличчя загальною вартістю 200 мільйонів вон, що були роздані фанатам Південній Кореї, Китаю, Таїланду, Японії, Індонезії та В'єтнаму у зв'язку з коронавірусною хворобою 2019 року.
У серпні 2020 року B.I пожертвував пари взуття для організації «Angel's Haven for Children». 19 грудня 2020 року він здивував фанатів волонтерською діяльністю в Інчхоні, допомагаючи доставляти вугільні брикети сім'ям, які потребували допомоги. Ханбін та компанія IOK надали додаткову підтримку проєкту обміну брикетами, пожертвувавши 10 000 масок. Він сказав: «Мені ніяково згадувати про волонтерство, але навколо нас ще багато людей, які потребують чиєїсь допомоги».
18 грудня 2020 року B.I та компанія IOK пожертвували товари на суму 200 мільйонів вон до World Vision International, міжнародної неурядової благодійної організації. Туди входили 200 000 масок і 10 000 предметів спідньої білизни. 5 січня 2021 року компанія доставила додаткові товари на суму 200 мільйонів вон до міста Осан, щоб допомогти постраждалим під час коронавірусної хвороби 2019 року.
19 березня 2021 року Ханбін випустив благодійний сингл-альбом Midnight Blue (Love Streaming), пообіцявши, що всі доходи від записів і зборів за авторські права. будуть пожертвою до організації World Vision International для підтримки дітей у всьому світі. 4 травня 2021 року B.I особисто зустрівся з головою офісу організації в Сеулі Чо Мьонхваном для пожертви від 10 000 проданих синглів альбому. Окрім цього, Ханбін пообіцяв продовжувати здійснювати пожертви від заробітку на цифрових продажах та роялті.
17 вересня 2021 року компанія IOK повідомила про те, що B.I зробив другу пожертву до World Vision. Він вирішив здійснити «проєкт щомісячних пожертв», які містили в собі збори за авторські права, продажі від альбомів та дохід від контенту, отриманий після випуску альбому. Гроші були направлені на проєкт Basic for Girls, метою якого є покращення будівництва жіночих туалетів у Замбії та забезпечення постачанням гігієнічних засобів.
27 березня 2022 року B.I разом із південнокорейським співаком Вонхо та жіночими гуртами Laboum і Rolling Quartz об'єдналися з українськими артистами, такими як Kate Soul, Jerry Heil і Джамалою та провели безкоштовний онлайн-концерт для охочих аби допомогти українцям, постраждалим від російського вторгнення в Україну.

## Звинувачення в споживанні наркотиків та відхід із гурту
12 червня 2019 року було повідомлено, що B.I нібито намагався придбати марихуану й ЛСД в 2016 році в невідомої дилерки. Також його звинуватили в ухиленні від притягнення до кримінальної відповідальності. Ханбін зізнався в тому, що звинувачення є обґрунтованими, пояснюючи це тим, що тоді він «переживав складні й болючі часи та хотів знайти в чомусь відраду». При цьому співак заперечив, що вживав будь-які наркотики. B.I покинув гурт та розірвав контракт з YG Entertainment. Його появи в різних шоу були вирізані з сюжету. У лютому 2020 року були опубліковані результати тесту на наркотики: не було виявлено їхнього вживання співаком.
28 травня 2021 року Ханбін був звинувачений у порушенні закону щодо контролю над наркотиками. 10 вересня 2021 року, Сеульський районний суд засудив B.I до чотирьох років випробувального строку, що містив у собі 80 годин громадських робіт, 40 годин курсів щодо наркоманії та штраф у розмірі 1,5 мільйону вон.

## Артистизм

### Музичний стиль
Музика B.I переважно в жанрі хіп-хоп, хоча також він міксує його з такими жанрами як R&B, поп, соул. 2018 року Ханбін говорив про процес створення й написання пісень: «Оскільки в мене відсутній досвід у багатьох речах, зазвичай я беру натхнення з фільмів чи серіалів. Також я надихаюся поезією». Він пояснив це тим, що це спосіб «надолужити те, що він поки не переживав або не відчував на собі». Коли співака запитали, яку музику він хоче робити, він пояснив:

У мене є дві цілі. Робити музику, до якої будуть тягнутися люди та музику, за допомогою якої можна уявляти інші світи. Окрім цього, причина чому я пишу пісні одна — це весело. Моє хобі зовсім не відчувається як робота.

### Написання пісень
B.I приписують написання всіх пісень у дебютному студійному альбомі Waterfall, другому альбомі Cosmos та першому сингл-альбомі Midnight Blue (Love Streaming), які він випустив як соло-артист із допомогою лейблів 131 Label та IOK Music.
Як лідеру K-pop гурту iKON, Ханбіну приписують написання всіх пісень. Сюди входять студійні альбоми Welcome Back та Return; збірка The New Kids; мініальбоми й сингли «#WYD», New Kids: Begin, New Kids: Continue, «Rubber Band», та New Kids: The Final. У грудні 2018 року здобув нагороду як «Кращий автор пісень» на музичній премії Melon Music Awards за сингл «Love Scenario» з альбому iKON Return. 22 січня 2019 року B.I став членом Корейської музичної асоціації з авторських прав (KOMCA). На квітень 2022 року KOMCA має 84 пісні, зареєстровані на його ім'я.
Окрім цього, Ханбін написав пісні для таких артистів як Epik High, Winner, Blackpink, PSY, Синрі, Лі Хай та Ин Чжі Вона.

## Дискографія

### Студійні альбоми
| Назва                                                                       | Деталі альбому | Пікові позиції у чартах | Пікові позиції у чартах | Продажі                                          |
| Назва                                                                       | Деталі альбому | KOR                     | JPN                     | Продажі                                          |
| --------------------------------------------------------------------------- | --- | ----------------------- | ----------------------- | ------------------------------------------------ |
| Waterfall                                                                   | - Реліз: 1 червня 2021 - Лейбл: IOK Music, 131 Label - Дистрибутор: Dreamus - Формат: CD, LP, цифрове завантаження, стриминг | 6                       | 44                      | - Південна Корея: 104,101 - Японія: 1,065 (Phy.) |
| To Die For                                                                  | - Реліз: 1 червня 2023 - Лейбл: 131 - Дистрибутор: Dreamus - Формат: CD, цифрове завантаження, стриминг                      | 12                      | —                       | - Південна Корея: 32,418                         |
| «—» релізи, що не потрапили у чарти або не виходили у відповідних регіонах. | |                         |                         |                                                  |

### Мініальбоми
| Назва                | Деталі альбому | Пікові позиції у чартах | Продажі                  |
| Назва                | Деталі альбому | KOR                     | Продажі                  |
| -------------------- | --- | ----------------------- | ------------------------ |
| Cosmos               | - Реліз: 11 листопада 2021 (Half) - Лейбл: IOK Music, 131 Label - Дистрибутор: Dreamus - Формат: CD, цифрове завантаження, стриминг           | 5                       | - Південна Корея: 52,439 |
| Love or Loved Part.1 | - Реліз: 18 листопада 2022 - Лейбл: 131, Transparent Arts - Дистрибутор: Sony Music - Формат: CD, цифрове завантаження, стриминг              | 11                      | - Південна Корея: 31,892 |
| Love or Loved Part.2 | - Release date: November 10, 2023 - Labels: 131, Transparent Arts - Distributor: Sony Music / AWAL - Formats: CD, digital download, streaming | 18                      | - Південна Корея: 21,787 |

### Сингл-альбоми
| Назва                          | Деталі альбому | Пікові позиції у чартах | Продажі                  |
| Назва                          | Деталі альбому | KOR                     | Продажі                  |
| ------------------------------ | --- | ----------------------- | ------------------------ |
| Midnight Blue (Love Streaming) | - Реліз: 19 березня 2021 - Лейбл: IOK Music, 131 Label - Дистрибутор: Dreamus - Формат: CD, цифрове завантаження, стриминг | 14                      | - Південна Корея: 10,000 |

### Сингли

#### Як головний виконавець
| Назва                                                                       | Рік  | Пікові позиції у чартах | Пікові позиції у чартах | Пікові позиції у чартах | Пікові позиції у чартах | Пікові позиції у чартах | Пікові позиції у чартах | Продажі                   | Альбом                         |
| Назва                                                                       | Рік  | KOR                     | HUN                     | MLY Int.                | SGP                     | US World                | VIE                     | Продажі                   | Альбом                         |
| --------------------------------------------------------------------------- | ---- | ----------------------- | ----------------------- | ----------------------- | ----------------------- | ----------------------- | ----------------------- | ------------------------- | ------------------------------ |
| «Be I»                                                                      | 2014 | 5                       | —                       | —                       | —                       | —                       | Н/Д                     | - Південна Корея: 409,985 | Show Me the Money 3            |
| «Anthem» (이리오너라) (with Bobby)                                          | 2015 | 6                       | —                       | —                       | —                       | 4                       | Н/Д                     | - Південна Корея: 145,516 | Welcome Back                   |
| «Midnight Blue» (깊은 밤의 위로)                                            | 2021 | —                       | 14                      | —                       | —                       | 14                      | Н/Д                     | Н/Д                       | Midnight Blue (Love Streaming) |
| «Re-Birth» (다음생)                                                         | 2021 | —                       | —                       | —                       | —                       | —                       | Н/Д                     | Н/Д                       | Waterfall                      |
| «Got It Like That» (with Destiny Rogers and Tyla Yaweh)                     | 2021 | —                       | —                       | —                       | —                       | —                       | Н/Д                     | Н/Д                       | Сингл без альбому              |
| «Illa Illa» (해변)                                                          | 2021 | —                       | —                       | —                       | —                       | —                       | Н/Д                     | Н/Д                       | Waterfall                      |
| «Lost at Sea (Illa Illa 2)» (with Bipolar Sunshine and Afgan)               | 2021 | —                       | —                       | —                       | —                       | —                       | Н/Д                     | Н/Д                       | Сингл без альбому              |
| «Cosmos»                                                                    | 2021 | —                       | —                       | —                       | —                       | —                       | Н/Д                     | Н/Д                       | Cosmos                         |
| «BTBT» (with Soulja Boy, featuring DeVita)                                  | 2022 | —                       | —                       | 17                      | 14                      | —                       | 11                      | Н/Д                       | Love or Loved Part.1           |
| «Lullaby» (자장가) (with Chuu)                                              | 2022 | —                       | —                       | —                       | —                       | —                       | —                       | Н/Д                       | Сингл без альбому              |
| «Keep Me Up»                                                                | 2022 | —                       | —                       | —                       | —                       | —                       | —                       | Н/Д                       | Love or Loved Part.1           |
| «TTM» (з Sik-K та Reddy)                                                    | 2023 | —                       | —                       | —                       | —                       | —                       | —                       | Н/Д                       | Сингл без альбому              |
| «Die for Love» (featuring Jessi)                                            | 2023 | —                       | —                       | —                       | —                       | —                       | —                       | To Die For                |                                |
| «Dare to Love» (겁도없이) (featuring Big Naughty)                           | 2023 | 77                      | —                       | —                       | —                       | —                       | —                       | To Die For                |                                |
| «4 Letters» (featuring James Reid)                                          | 2023 | —                       | —                       | —                       | —                       | —                       | —                       | Love or Loved Part.2      |                                |
| «Loved»                                                                     | 2023 | —                       | —                       | —                       | —                       | —                       | —                       | Love or Loved Part.2      |                                |
| «—» релізи, що не потрапили у чарти або не виходили у відповідних регіонах. |      |                         |                         |                         |                         |                         |                         |                           |                                |

#### Як запрошений виконавець
| Назва                                                                          | Рік  | Пікові позиції у чартах | Пікові позиції у чартах | Пікові позиції у чартах | Продажі                     | Альбом            |
| Назва                                                                          | Рік  | KOR Circle              | KOR Hot                 | US World                | Продажі                     | Альбом            |
| ------------------------------------------------------------------------------ | ---- | ----------------------- | ----------------------- | ----------------------- | --------------------------- | ----------------- |
| «Indian Boy» (MC Mong featuring Jang-geun, B.I)                                | 2009 | Н/Д                     | Н/Д                     | Н/Д                     | Н/Д                         | Humanimal         |
| «Born Hater» (Epik High featuring Beenzino, Verbal Jint, B.I, Mino, and Bobby) | 2014 | 3                       | Н/Д                     | 5                       | - Південна Корея: 1,498,062 | Shoebox           |
| «No One» (누구 없소) (Лі Хі featuring B.I)                                     | 2019 | 2                       | 4                       | 6                       | Н/Д                         | 24°C              |
| «Handsome» (Padi featuring B.I, Nucksal, Kid Milli, Gaeko)                     | 2022 | —                       | Н/Д                     | —                       | Н/Д                         | Сингл без альбому |
| «—» релізи, що не потрапили у чарти або не виходили у відповідних регіонах.    |      |                         |                         |                         |                             |                   |

### Інші пісні у чартах
| Назва                                                                       | Рік  | Пікові позиції у чартах | Пікові позиції у чартах | Пікові позиції у чартах | Пікові позиції у чартах | Продажі                   | Альбом                         |
| Назва                                                                       | Рік  | KOR Circle              | KOR Hot                 | HUN                     | US World                | Продажі                   | Альбом                         |
| --------------------------------------------------------------------------- | ---- | ----------------------- | ----------------------- | ----------------------- | ----------------------- | ------------------------- | ------------------------------ |
| «Bomb» (Psy featuring B.I and Bobby)                                        | 2017 | 14                      | Н/Д                     | —                       | —                       | - Південна Корея: 166,479 | 4X2=8                          |
| «One and Only» (돗대)                                                       | 2018 | —                       | —                       | —                       | —                       | Н/Д                       | Return                         |
| «Acceptance Speech» (수상소감) (Epik High featuring B.I)                    | 2021 | 99                      | 97                      | —                       | —                       | Н/Д                       | Epik High Is Here 上           |
| «Remember Me»                                                               | 2021 | —                       | —                       | 30                      | 18                      | Н/Д                       | Midnight Blue (Love Streaming) |
| «Blossom» (내 걱정)                                                         | 2021 | —                       | —                       | 29                      | 17                      | Н/Д                       | Midnight Blue (Love Streaming) |
| «Remember Me» (역겹겠지만)                                                  | 2021 | 74                      | —                       | —                       | —                       | Н/Д                       | Waterfall                      |
| «Daydream» (긴 꿈)                                                          | 2021 | —                       | —                       | —                       | —                       | Н/Д                       | Waterfall                      |
| «Waterfall»                                                                 | 2021 | —                       | —                       | —                       | —                       | Н/Д                       | Waterfall                      |
| «Stay»                                                                      | 2021 | —                       | —                       | —                       | —                       | Н/Д                       | Waterfall                      |
| «Help Me»                                                                   | 2021 | —                       | —                       | —                       | —                       | Н/Д                       | Waterfall                      |
| «Gray» (비 온 뒤 흐림)                                                      | 2021 | —                       | —                       | —                       | —                       | Н/Д                       | Waterfall                      |
| «Numb»                                                                      | 2021 | —                       | —                       | —                       | —                       | Н/Д                       | Waterfall                      |
| «Savior» (구원자) (Lee Hi featuring B.I)                                    | 2021 | 150                     | 71                      | —                       | —                       | Н/Д                       | 4 Only                         |
| «—» релізи, що не потрапили у чарти або не виходили у відповідних регіонах. |      |                         |                         |                         |                         |                           |                                |

### Гостьові появи
| Назва                          | Рік  | Інші виконавці | Альбом               |
| ------------------------------ | ---- | -------------- | -------------------- |
| «Bomb»                         | 2017 | Psy, Bobby     | 4x2=8                |
| «Mollado» (몰라도)             | 2018 | Синрі          | The Great Seungri    |
| «Acceptance Speech» (수상소감) | 2021 | Epik High      | Epik High Is Here 上 |
| «Savior» (구원자)              | 2021 | Lee Hi         | 4 Only               |

## Нагороди й номінації
| Рік  | Премія             | Категорія           | Результат | Прим.  |
| ---- | ------------------ | ------------------- | --------- | ------ |
| 2018 | Melon Music Awards | Кращий автор пісень | Перемога  | [ 15 ] |

## Фільмографія

### Телебачення
| Рік  | Канал     | Назва                | Роль           | Прим.  |
| ---- | --------- | -------------------- | -------------- | ------ |
| 2013 | Mnet      | WIN: Who Is Next     | Конкурсант     | [ 8 ]  |
| 2014 | Mnet      | Show Me the Money 3  | Конкурсант     | [ 8 ]  |
| 2014 | Mnet      | Mix & Match          | Конкурсант     | [ 94 ] |
| 2015 | JTBC      | Mari and I           | Актор          | [ 12 ] |
| 2019 | SBS       | Law of the Jungle    | Актор          | [ 95 ] |
| 2019 | JTBC2     | Grand Buda-guest     | Актор          | [ 16 ] |
| 2023 | Channel S | WET! World EDM Trend | Спеціальний MC | [ 96 ] |

## Концерти й тури
Концерти
- 131 LIVE PRESENTS: B.I FIRST ONLINE CONCERT (2021)
- 131 LIVE PRESENTS: BTBT PERFORMANCE ONLINE FANCON (2022)

Тури
- B.I 1st FAN MEETING [B.I OFFLINE] (2022)

1. Сеул, 30 квітня 2022
2. Сінгапур, 7 серпня 2022
3. Маніла, 27 серпня 2022